# Prince Buster
Prince Buster (* 24. Mai 1938 in Kingston als Cecil Bustamante Campbell; † 8. September 2016 in Miami, Florida) war ein Ska-Musiker der ersten Stunde.

## Leben
Cecil Bustamante Campbell wuchs als Sohn eines Eisenbahnarbeiters in der jamaikanischen Hauptstadt Kingston auf. Als junger Mann versuchte er sich als Hobby-Boxer und war dabei sogar recht erfolgreich. Kurzzeitig trat er auch bei einigen Ska-Veranstaltungen auf, jedoch nicht als Musiker, sondern als Türsteher. Im Jahr 1961 bekam er jedoch einen Job als Sicherheitsmann für den berühmten Produzenten Sir Coxsone Dodd und sein Downbeat Sound System (bei dem später auch die Skatalites und Bob Marley Aufnahmen machten).
Er arbeitete sich langsam hoch und durfte schließlich auch eigene Aufnahmen im Studio machen. Bald machte er sich selbständig und gründete sein eigenes Sound System: The Voice of the People. Darüber hinaus eröffnete er einen eigenen Plattenladen, den „Buster’s Record Shack“.
Mit einer eigenen Version von Oh Carolina der Folkes-Brothers nahm er einen der ersten Ska-Songs auf. Und mit Al Capone schaffte es ein in Jamaika aufgenommener Song zum ersten Mal überhaupt in die Top-20-Charts Großbritanniens.
In seiner Hauptschaffenszeit Anfang bis Ende der 1960er nahm er mehr als 600 Lieder bei Emil Shallits Bluebeat-Label auf. Bei der zweiten und dritten Ska-Welle in den 1970ern und 1980ern wurde seine Musik neu entdeckt. Die bekannte britische Two-Tone-Band Madness benannte sich nach einem seiner Songs und widmete ihm ihre erste Single The Prince. Einer der bekanntesten und erfolgreichsten Singles von Madness ist eine Cover-Version von Busters One Step Beyond, zugleich ist ihr Debütalbum danach benannt.
In den 1970er und 1980er Jahren war wenig von ihm zu hören. Dann meldete er sich zurück und begleitete die Skatalites bei ihren Touren. 1998 nahm er eine neue Version seines Hits Whine and Grine auf, die von Levi’s zu Werbezwecken benutzt wurde, so dass er erneut in die Charts kam.
1964 konvertierte er zum Islam und änderte seinen Namen nach einem Treffen mit dem Boxer Muhammad Ali in Muhammed Yusef Ali um.
Prince Buster nahm in seiner Karriere nur ein einziges Dubplate auf, welches er dem englischen Radio Selector David Rodigan widmete.
Ab 1980 lebte Yusef Ali in Miami, Florida. Dort starb er am 8. September 2016 im Alter von 78 Jahren nach mehreren Schlaganfällen.

## Diskografie
- Independence Song (Blue Beat BB116), 1962
- I Feel the Spirit (Blue Beat BBLP802), 1963
- Fly Flying Ska (Blue Beat BBLP803), 1964
- Pain in My Belly (Blue Beat BBLP804), 1965
- Ska-Lip-Soul (Blue Beat BBLP805), 1965
- It’s Burke’s Law/Jamaica Ska Explosion (Blue Beat BBLP806), 1965
- What a Hard Man fe Dead (Blue Beat BBLP807), 1966
- Prince Buster on Tour (Blue Beat BBLP808), 1967
- Ten Commandments (RCA LSP3792), 1967
- Judge Dread Rock Steady (Blue Beat BBLP809), 1967
- Prince Buster Fabulous Greatest Hits (FAB MS1), 1967
- Wreck A Pum Pum (Blue Beat BBLP821), 1968
- Tutti Frutti (Melodisc MS6), 1968
- She Was a Rough Rider (Blue Beat BBLP820), 1968
- Welcome to Jamaica/Wreck A Pum Pum (Blue Beat BBLP821), 1968
- The Outlaw (Blue Beat BBLP822), 1969
- Big Five (Melodisc M12-157), 1972
- Jamaica’s Greatest (MELODISC MLP 12-158), 1972
- Dance Cleopatra Dance (Blue Elephant BE 811.001-H), 1972
- Whine and Grine (Island Records), 1998
- Live at Sierra Nevada World Music Festival (Prince Buster & the Aggrolites), 2003
- Rock a Shacka (Vol.01) – Prince of Peace (mit Determinations; live in Japan)
- Greatest Hits (PB01 Melodisc MS2)
- 15 Oldies but Goodies (FAB MS4)
- The Message Dubwise (FAB MS7)
- Chi Chi Run (FAB MS8)
- Sister Big Stuff (MELODISC MS12-156)

## Filmografie
- This Is Ska! Dokumentarfilm der BBC von 1964
- The Harder They Come, Regie: Perry Henzell, Jamaika 1972.